# 黄荣辉 (气象学家)
黄荣辉（1942年8月17日—），男，福建泉州人，中国气象学家。中国科学院大气物理研究所副所长、研究员、世界气候研究计划（WCRP）中国委员会秘书长。

## 生平
黄荣辉是福建省泉州市泉港区前黄镇前黄村人。1959年，黄荣辉考入北京大学地球物理系，学习大气动力学专业。1965年，黄荣辉大学毕业并考入中国科学院研究生院，导师为叶笃正院士。毕业后在中国科学院大气物理研究所工作。1978年，黄荣辉升为助理研究员。1979年，黄荣辉到日本东京大学留学，师从岸保勘三郎教授，于1983年获理学博士学位。
1991年，黄荣辉当选中国科学院院士。2003年12月，欧美同学会第五届理事会第一次会议在北京召开，他担任常务副会长。